# 소병 (신)
소병(蕭秉, ? ~ ?)은 신나라의 유학자로, 자는 군방(君房)이며 양국 사람이다.

## 행적
호상의 밑에서 수학하였고, 신나라 때 강학대부(講學大夫)가 되었다.

## 출전
- 반고, 《한서》 권88 유림전